# Xanthesma newmanensis
Xanthesma newmanensis là một loài Hymenoptera trong họ Colletidae. Loài này được Exley mô tả khoa học năm 1978.

## Hình ảnh

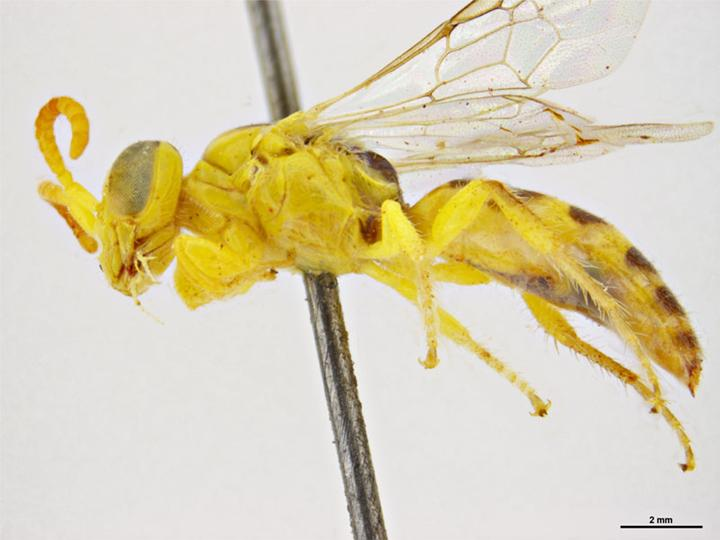